# Tragny
Tragny település Franciaországban, Moselle megyében. Lakosainak száma 88 fő (2022. január 1.). Tragny Béchy, Flocourt, Juville, Luppy, Moncheux és Thimonville községekkel határos.

## Népesség
A település népessége az elmúlt években az alábbi módon változott:
| Lakosok száma | 107  | 102  | 97   | 95   | 93   | 90   | 89   | 88   |
|               | 2013 | 2015 | 2017 | 2018 | 2019 | 2020 | 2021 | 2022 |